# Uhuka, a kis bagoly
Az Uhuka, a kis bagoly 1969-ben bemutatott magyar rajzfilm, amelyet Macskássy Gyula és Várnai György írt és rendezett. Az animációs játékfilm zenéjét Deák Tamás szerezte. A mozifilm a Pannónia Filmstúdió gyártásában készült.

## Rövid tartalom
Uhuka, a kis bagoly egész nap a tévét nézi, s emiatt még repülni sem tanul meg.

## Alkotók
- Írta, tervezte és rendezte: Macskássy Gyula, Várnai György
- Zenéjét szerezte: Deák Tamás
- Operatőr: Henrik Irén
- Hangmérnök: Horváth Domonkos
- Vágó: Czipauer János
- Háttér: Lengyel Zsolt
- Rajzolták: Máday Gréte, Spitzer Kati
- Felvételvezető: Tóth Jutka
- Gyártásvezető: Gyöpös Sándor

- Színes technika: Magyar Filmlaboratórium Vállalat
- Gyártó: Pannónia Filmstúdió